# Arrondissement di Castellane
L'arrondissement di Castellane è un arrondissement dipartimentale della Francia situato nel dipartimento delle Alpi dell'Alta Provenza, nella regione della Provenza-Alpi-Costa Azzurra.

## Storia
Fu creato nel 1800, sulla base dei preesistenti distretti; soppresso nel 1926, fu ricostituito nel 1942.
A seguito della riforma approvata con decreto del 24 febbraio 2014
 che ha avuto attuazione dopo le elezioni dipartimentali del 2015, 4 cantoni sono stati soppressi ed uniti nel cantone di Castellane, rimasto unico.

## Composizione
Prima della riforma vi erano 5 cantoni:
- cantone di Allos-Colmars
- cantone di Annot
- cantone di Castellane
- cantone di Entrevaux
- cantone di Saint-André-les-Alpes

Dopo la riforma, dall'aprile 2015 è formato dal solo cantone di Castellane.